# Kupa (rejon miadzielski)
Kupa (biał. Балашы; ros. Балаши) − wieś na Białorusi, w obwodzie mińskim, w rejonie miadzielskim, w sielsowiecie Narocz.
27 października 1964 roku z połączenia wsi Kupa z Urlikami i Ściepieniewem powstało osiedle wczasowe Narocz.

## Historia
W czasach zaborów wieś rządowa w gminie Kobylnik, w powiecie święciańskim, w guberni wileńskiej Imperium Rosyjskiego. W 1866 roku liczyła 97 mieszkańców w 8 domach. 
Po I wojnie światowej pod administracją polską, w Zarządzie Cywilnym Ziem Wschodnich. W latach 1920–1922 w składzie Litwy Środkowej.
Od 11 kwietnia 1922 wieś leżała w Polsce, w województwie wileńskim, w powiecie święciańskim, od 1926 roku w powiecie postawskim, w gminie Kobylnik.
W 1931 wieś w 27 domach zamieszkiwało 116 osób.
Wierni należeli do parafii rzymskokatolickiej w Kobylniku i ewangelickiej w Wilnie. Miejscowość podlegała pod Sąd Grodzki w Miadziole i Okręgowy w Wilnie; właściwy urząd pocztowy mieścił się w Kobylniku.
Wieś Kupa w dawniejszych czasach była niewielką wioską rybacką, która dopiero w okresie międzywojennym zaczęła nabierać charakteru letniskowego (letnicy najczęściej jednak mieszkali na kwaterach w Kobylniku). W tym okresie w Kupie nad samym brzegiem jeziora istniało schronisko wycieczkowe z przystanią żeglarską. W 1937 roku doprowadzono do Kupy kolej wąskotorową z Nowych Świecian i Łyntup. W 1938 Kupa była miejscem zakończenia I. i startu II. etapu samochodowego XI Międzynarodowego Raidu Automobilklubu Polski o Grand Prix Polski.
W 1938 roku miejscowość należała do gromady Narocz gminy Kobylnik.
Do 1945 w Polsce. Od 1946 roku w granicach Związku Sowieckiego. 

## Nazwa
Nazwa „Kupa” (biał.  „stos”, „górka”, „kopczyk”) mogła wywodzić się od miejsca pogańskiego kultu położonego na wzniesieniu niedaleko do brzegu jeziora (nieistniejące obecnie uroczysko „Rusałki”).